# 1015
| [ Edytuj tabelę ]              |                                                                    |
| Książę Polski                  | - 992 Bolesław I Chrobry 1025                                      |
| Król Angkoru                   | - 1010 Surjawarman I 1048                                          |
| Król Anglii                    | - 978 Ethelred II Bezradny 1016 - 1014 Knut Wielki 1035            |
| Hrabia Aragonii i król Nawarry | - 1000 Sancho III Wielki 1035                                      |
| Hrabia Barcelony               | - 992 Rajmund Borrell 1017                                         |
| Książę Bawarii                 | - 1005 Henryk V 1026                                               |
| Książę Burgundii               | - 1004 Rudolf III 1016                                             |
| Cesarz Bizancjum               | - 976 Bazyli II Bułgarobójca 1025                                  |
| Car Bułgarii                   | - 1014 Gabriel Radomir 1015 - 1015 Iwan Władysław 1018             |
| Cesarz Chin                    | - 997 Song Zhenzong 1022                                           |
| Książę Czech                   | - 1012 Oldrzych 1033                                               |
| Król Danii                     | - 1014 Harald Svensson 1018                                        |
| Władca Egiptu                  | - 996 Al-Hakim bi-Amr Allah 1021                                   |
| Król Francji                   | - 996 Robert II Pobożny 1031                                       |
| Król Gruzji                    | - 1014 Jerzy I 1027                                                |
| Hrabia Holandii                | - 993 Dirk III 1039                                                |
| Cesarz Japonii                 | - 1011 Sanjō 1016                                                  |
| Kalif                          | - 991 Al-Kadir 1031                                                |
| Hrabia Kastylii                | - 995 Sancho I Garcia 1017                                         |
| Król Kastylii                  | - 1000 Sancho III 1035                                             |
| Wielki książę Kijowa           | - 978 Włodzimierz I Wielki 1015 - 1015 Światopełk I Przeklęty 1019 |
| Patriarcha Konstantynopola     | - 999 Sergiusz II 1019                                             |
| Władca Korei                   | - 1009 Hyŏnjong 1031                                               |
| Król Leónu                     | - 999 Alfons V 1028                                                |
| Król Norwegii                  | - 999 Swen Widłobrody 1015 - 1015 jarl Swen z Lade 1016            |
| Hrabia Palatynatu              | - 994 Ezzon 1034                                                   |
| Papież                         | - 1012 Benedykt VIII 1024                                          |
| Hrabia Portugalii              | - 1008 Alvito Nunes 1015                                           |
| Cesarz rzymski (niemiecki)     | - 1014 Henryk II 1024                                              |
| Książę Saksonii                | - 1011 Bernard II 1059                                             |
| Król Szkocji                   | - 1005 Malcolm II 1034                                             |
| Król Szwecji                   | - 995 Olof Skötkonung 1022                                         |
| Doża Wenecji                   | - 1009 Otton Orseolo 1026                                          |
| Król Węgier                    | - 1000 Stefan I Święty 1038                                        |

Rok 1015 / MXV
stulecia: X wiek ~
XI wiek ~
XII wiek

lata: 1005 «
1010 «
1011 «
1012 «
1013 «
1014 «
1015
» 1016
» 1017
» 1018
» 1019
» 1020
» 1025

## Wydarzenia w Polsce
- 3 sierpnia – w wyniku bitwy pod Krosnem Odrzańskim armia cesarza Henryka II przełamała polską obronę na Odrze.
- Załamanie się drugiej wyprawy niemieckiej na Polskę – odwrót wojsk cesarskich.
- 1 września - wojska polskie rozbiły tylną straż armii niemieckiej w bitwie na terenie Lasu Dziadoszyców, prawdopodobnie w okolicy wsi Lubiechów w Borach Dolnośląskich.
- 13 września – Mieszko z armią liczącą 7000 żołnierzy przeprawił się przez Łabę i przystąpił do oblężenia Miśni bronionej przez grafa Hermana. Gród uratował wylew Łaby.
- Odrzucenie religii chrześcijańskiej przez mieszkańców Pomorza[1]

## Wydarzenia na świecie
- Wprowadzono obowiązkowy celibat dla duchownych Kościoła Katolickiego.
- Rywalizacja o władzę między synami Włodzimierza Wielkiego.

## Urodzili się
- Andrzej I węgierski – król Węgier pochodzący z dynastii Arpadów (zm. 1060 lub 1061)
- Ermesinda z Bigorre –  królowa Aragonii (zm. prawdopodobnie 1049)

## Zmarli
- 5 lutego – Adelajda z Vilich, ksieni w Vilich i Kolonii, święta (ur. ok. 960-970)
- 15 lipca – Włodzimierz I Wielki, wielki książę kijowski
- 15 października – Arduin z Ivrei, król Italii